# Deelneming (strafrecht)
Deelneming is een juridische term die wijst op het mededaderschap of de medeplichtigheid aan een strafbaar feit.

## Nederlands strafrecht
Degene die een delictomschrijving vervult is in het Nederlandse strafrecht de pleger van het delict. Deze pleger treedt niet altijd zelfstandig op. Vaak is er sprake van meerdere plegers, of van een persoon die iemand anders een delict laat plegen. Titel V van Boek I van het Wetboek van Strafrecht handelt over de verschillende vormen van deelneming aan strafbare feiten.
De wetsartikelen over deelneming aan strafbare feiten leiden tot een uitbreiding van strafbaarheid buiten de grenzen van de delictsomschrijvingen. De deelnemers worden aansprakelijk geacht voor de gedragingen van anderen.
Er bestaan vijf soorten van deelneming. Ze worden in twee wetsartikelen opgesomd, omdat ze leiden tot twee verschillende strafmaten. De deelnemingsvormen zijn:
- art. 47 lid 1 sub 1 Sr – Doen plegen van een strafbaar feit
- art. 47 lid 1 sub 1 Sr – Medeplegen van een strafbaar feit
- art. 47 lid 1 sub 2 Sr – Uitlokken van een strafbaar feit
- art. 48 lid 1 Sr – Medeplichtigheid bij een misdrijf
- art. 48 lid 2 Sr – Medeplichtigheid tot een misdrijf.

Let op het onderscheid tussen het doen plegen, medeplegen en uitlokken van een strafbaar feit (d.i. overtreding of misdrijf) en de medeplichtigheid aan een misdrijf (medeplichtigheid aan een overtreding is in Nederland niet strafbaar, zie artikel 52 Sr).
De deelnemingsvormen die in artikel 47 Sr worden genoemd (doen plegen, medeplegen en uitlokken) worden net zo zwaar gestraft als wanneer men de werkelijke dader van het strafbare feit zou zijn geweest. Deze deelnemers worden dan ook daders genoemd. De twee vormen van medeplichtigheid die in artikel 48 Sr worden genoemd worden kennen lagere strafmaxima dan het hoofddelict.

### Simultane en consecutieve deelneming
Ten bate van de definiëring van de vijf deelnemingsvormen maakt de theorie onderscheid tussen simultane deelneming en consecutieve deelneming.
Bij simultane deelneming verricht de deelnemer zijn handelingen tegelijkertijd met de pleger. Vormen van simultane deelneming zijn dus "medeplegen" en "medeplichtigheid bij".
- Van medeplegen is sprake als er geen verschil is in rol en bijdrage van de verschillende plegers. Het kan dus voorkomen dat een delict begaan wordt door twee of meer medeplegers, en door geen enkele individuele pleger.
- Van medeplichtigheid bij is sprake als de pleger geholpen is bij zijn delict, tijdens het uitvoeren ervan. Bij medeplichtigheid bij is er sprake van een verschil in rol en bijdrage van de pleger en de medeplichtige. De medeplichtige-bij heeft een minder prominente rol, en is dus ook minder zwaar strafbaar dan de pleger. Voorwaarde voor strafbare medeplichtigheid is dat de medeplichtige op de hoogte is van de intenties van de pleger;

Bij consecutieve deelneming verricht de deelnemer zijn handelingen voorafgaand aan de vervulling van de delictsomschrijving door de pleger. Vormen van consecutieve deelneming zijn dus "doen plegen", "uitlokken" en "medeplichtigheid tot".
- Van doen plegen is sprake als iemand een delict door een ander laat plegen, waarbij die ander zelf niet strafbaar kan zijn en zich ook niet bewust is van het onrechtmatige van zijn daad. Er is meestal sprake van misbruik van gezag, zoals bij een ouder die een kind uit stelen stuurt. Bij doen plegen is de pleger niet strafbaar, maar is de deelnemer volledig strafbaar.
- Van uitlokking is sprake als iemand een ander aanzet tot het plegen van een delict, waarbij die ander wel zelf verantwoordelijk is voor zijn daden. Het inhuren van een huurmoordenaar is een vorm van uitlokking. Zowel de pleger als de deelnemer zijn volledig strafbaar, de deelnemer echter alleen voor zover de pleger delicten pleegde waartoe de deelnemer had uitgelokt. Voor andere delicten die de pleger tijdens zijn optreden eventueel ook nog beging is de deelnemer niet strafbaar.
- Van medeplichtigheid tot is sprake als de deelnemer de pleger voorafgaand aan het delict de pleger voorzag van middelen (zoals werktuigen, toegang of informatie) waardoor de pleger het delict kon begaan. Van strafbaarheid is alleen sprake als de medeplichtige op de hoogte was van de intenties van de pleger.

Van alle vormen van deelneming kan alleen sprake zijn als er sprake is van opzet. Men kan niet onbewust en onbedoeld medeplichtig zijn, noch kan men zonder opzet medeplegen, doen plegen en uitlokken.

### Pastoor-arrest
Het verschil tussen uitlokken en doen plegen is niet altijd helder geweest. In de Franse Code Pénal die in Nederland tot 1886 gold waren de verschillende vormen van deelneming rommelig omschreven. Wetgever en jurisprudentie hebben moeten zoeken naar de juiste invulling. Het Pastoor-arrest (HR 27 juni 1898, W 7146) van de Nederlandse Hoge Raad heeft hierin een belangrijke rol gespeeld.
De casus handelde om een pastoor die een schooltje dreef, met leslokalen die waren afgekeurd voor onderwijsactiviteiten aan het aantal kinderen dat daar zangles kreeg. De pastoor werd ten laste gelegd: het doen plegen van geven van onderwijs aan te veel kinderen in voor dat doel afgekeurde lokalen. Voor "doen plegen" was gekozen omdat de pastoor het onderwijs niet zelf gaf, maar daarvoor twee onderwijzeressen in dienst had.
De pastoor wist dit met succes aan te vechten. Bij "doen plegen" was het noodzakelijk dat de pleger een willoos werktuig in handen van de deelnemer is, en dat kon van de onderwijzeressen niet worden gezegd. De Hoge Raad gaf hem gelijk, en meende dat "doen plegen" niet van toepassing kan zijn als degene die het delict pleegt zelf strafrechtelijk verantwoordelijk is. In het Pastoor-arrest werd aldus vastgelegd dat "doen plegen" de voorwaarde kent dat degene die de gedraging pleegt niet zelf gestraft kan worden. De Hoge Raad meende dus dat hoewel het vertoonde gedrag ongetwijfeld laakbaar was, het tenlastegelegde niet was bewezen. Er was geen sprake van doen plegen, maar van uitlokking.
Het gevolg van deze opvatting was echter minder wenselijk. Het zou betekenen dat werknemers net zo strafbaar zijn als de werkgever die hen een strafbare daad laat uitvoeren. In werkelijkheid ligt die verhouding gecompliceerder. De werknemer heeft lang niet altijd inzicht in alle omstandigheden, waardoor hij zich niet bewust is van de strafbaarheid van zijn gedrag. Noch vallen alle aspecten van de uitvoering onder de verantwoordelijkheid van de werknemer. In de casus van het Pastoor-arrest kan men zich afvragen of de onderwijzeressen inderdaad strafbaar zouden zijn geweest. Zij waren er misschien niet van op de hoogte dat de lokalen waren afgekeurd, zij hadden misschien geen invloed op het aantal kinderen dat werd toegelaten in een lokaal en de verantwoordelijkheid voor de leslokalen lag misschien niet bij hen. Sinds het IJzerdraad-arrest is bepaald dat een leidinggevende ook strafbaar kan zijn vanwege 'functioneel daderschap'. Het Melk en water-arrest gaat verder in op het geval dat ondergeschikten zelf niet strafbaar zijn.

### Melk en water-arrest
Het Melk en water-arrest uit 1916 had betrekking op afwezigheid van alle schuld. Een veehouder had zijn knecht met water aangelengde melk doen afleveren bij een klant, onder de benaming "volle melk". Volgens de plaatselijke verordening was het echter verboden om aangelengde melk te verkopen als volle melk. De veehouder werd door de rechtbank schuldig verklaard aan het doen afleveren van aangelengde melk. In cassatie stelde de veehouder, dat "doen plegen" alleen ten laste kon worden gelegd als de pleger niet strafbaar is. Volgens de veehouder was de knecht zelf strafbaar en had de rechtbank dat beter moeten uitzoeken. De veehouder volgde dus de redenering uit het Pastoor-arrest.
De Hoge Raad verwierp het cassatieberoep. Anders dan de veehouder meende had de rechtbank wél onderzoek gedaan naar de strafbaarheid van de knecht. Dit was echter op een voor de veehouder onverwachte manier gebeurd. De rechtbank had aspecten laten meewegen die niet als wettelijke strafuitsluitingsgronden waren vastgelegd, zoals de vraag of de knecht op de hoogte was van het feit dat de melk was aangelengd en of hij dit had behoren te onderzoeken. De rechtbank beantwoordde deze vragen negatief en oordeelde dat bij de knecht sprake was van afwezigheid van alle schuld. De knecht kon dus niet gestraft worden, waardoor de veehouder "doen plegen" ten laste kon worden gelegd.

### Processueel
Wanneer er sprake is van een van de deelnemingsvormen, dan moet dat worden opgenomen in de tenlastelegging. Wanneer een ouder een kind uit stelen stuurt, moet hij worden beschuldigd van het doen plegen van diefstal. Wanneer hij wordt beschuldigd van het plegen zonder meer van de diefstal dan zal hij worden vrijgesproken. Hij heeft de diefstal immers niet zelf gepleegd.

## Belgische strafrecht
Het Belgische Strafwetboek definieert een onderscheid tussen medeplichtigheid en mededaderschap.